# Стрельниково (Приморский край)
Стре́льниково — село в Пожарском районе Приморского края. Входит в состав Верхнеперевальского сельского поселения.

## География
Село Стрельниково стоит на правом берегу реки Змеиная (левый приток реки Бикин).
Автомобильная дорога к селу Стрельниково идёт от автотрассы «Уссури» (от сёл Федосьевка и Бурлит) через село Верхний Перевал.
Расстояние до села Верхний Перевал около 40 км, расстояние до районного центра посёлка Лучегорск около 90 км (на юг от Федосьевки по автотрассе «Уссури»).
От участка Верхний Перевал — Стрельниково на восток идёт дорога к сёлам Ясеневый, Соболиный, Красный Яр, Олон.

## История
До 1972 года село носило китайское название Канихеза. Переименовано после вооружённого конфликта за остров Даманский. Было названо в честь Героя Советского Союза, старшего лейтенанта пограничной службы Ивана Ивановича Стрельникова (1939—1969), погибшего в бою за остров Даманский.

## Население
| 2002 | 2005 | 2010 |
| ---- | ---- | ---- |
| 186  | ↘98  | ↘11  |

## Инфраструктура
Сельскохозяйственные предприятия Пожарского района.